# 窝堡台遗址
窝堡台遗址，位于中国青海省共和县曲沟乡哈汉土亥村，为青海省市县级文物保护单位，公布日期为1988年5月20日，类型为古遗址。
窝堡台遗址的历史年代为卡约文化 （页面存档备份，存于）。